# Gustavo Tsuboi
Gustavo Tsuboi, né le 31 mai 1985 à São Paulo, est une pongiste brésilien. Il est devenu n°28 mondial en simple en 2019, et n°3 mondial en double en 2017,.

## Carrière
Aux Jeux olympiques 2020 à Tokyo, Tsuboi, 37e mondial, en battant le Nigérian Quadri Aruna (21e au classement mondial), est devenu le 3e Brésilien dans l'histoire pour atteindre les huitièmes de finale aux Jeux olympiques. L'exploit n'avait été réalisé que par Hugo Hoyama (Atlanta-1996) et Hugo Calderano (Rio 2016).
Aux Championnats du monde, les meilleures campagnes de Tsuboi en simple ont été le 2e tour en 2011, 2013, 2015 et 2021. Sa meilleure performance a eu lieu en 2013, lorsqu'il a réussi à rendre la tâche difficile au joueur chinois Zhang Jike, presque gagner le premier set et remporter le second. En double, Tsuboi a atteint le 3e tour (8es de finale) à trois reprises, en 2009, 2015 et 2017, perdant à chaque fois par 4 sets à 2. La meilleure campagne a eu lieu en 2009, en jouant au Japon et en rendant la tâche difficile aux Japonais. duo pour gagner, qui a fini par être médaillé de bronze dans le tournoi. En double mixte, Tsuboi a réussi à atteindre le 3e tour (8es de finale) en 2013, en étant éliminé par la paire chinoise tête de série n°2, mais en parvenant à en remporter un set,,.
Lors de la Coupe du monde de tennis de table, Tsuboi est entré dans l'histoire en atteignant les quarts de finale de la compétition en 2015, égalant ainsi le meilleur résultat du Brésil dans l'histoire du tournoi. Jusque-là, Cláudio Kano, en 1987 et 1989, avait également atteint les quarts de finale. Il a également atteint les huitièmes de finale en 2017 et 2018,,,.
Aux Championnats du monde de tennis de table par équipes 2018, Tsuboi a atteint les quarts de finale en jouant avec Hugo Calderano et Eric Jouti.
Lors du WTT Star Contender de Doha, organisé en mars 2021, Tsuboi a atteint les huitièmes de finale après avoir battu le Japonais Koki Niwa (17e). Il a été éliminé par le Sud-Coréen Jeoung Youngsik, 13ème au classement mondial.
Avec Hugo Hoyama et Thiago Monteiro, il faisait partie de l'équipe gagnante aux Jeux panaméricains de 2007 et aux Jeux panaméricains de 2011.
Il a concouru au tennis de table aux jeux olympiques d'été de 2008 et 2012.

## Meilleurs résultats par type de tournoi

### Simple
Le meilleur classement de Tsuboi était le 28e rang mondial en 2019.
- Championnats panaméricains de tennis de table : Médaille de bronze (2019)[15]
- Jeux panaméricains : Finaliste (2015)[16]
- WTT Star Contender : Huitièmes de finale (Doha 2021)[12]
- Coupe du monde de tennis de table : Quarts de finale (Halmstad 2015)[7],[8]
- Championnats du monde de tennis de table : Deuxième tour (2011, 2013, 2015)[4]
- Jeux Olympiques : Huitièmes de finale (Tokyo 2020)[3]

### Double
En 2017, le duo Tsuboi / Calderano était le 3ème meilleur au classement mondial, derrière seulement les Japonais Masataka Morizono et Yuya Oshima et les Chinois Xu Xin et Zhang Jike.
- Jeux panaméricains : Champion (2019)[17]
- Super série : Argent (Open de Qatar 2015)[18]
- Open de Hongrie 2016 : Argent[2]
- Open de Suède 2017 : Or[2]
- Open de Rio de Janeiro 2017 : Or[19]
- Championnats du monde de tennis de table : Huitièmes de finale (Yokohama 2009, Suzhou 2015, Düsseldorf 2017)[18],[20],[5]

### Équipe
D'avril 2021 à juin 2023, l'équipe du Brésil a été la 6ème meilleure mondiale,,.
- Championnats panaméricains de tennis de table : Champion (2019, 2021)[24]
- Jeux panaméricains : Champion (2007, 2011, 2015)[25],[26]
- Coupe du monde de tennis de table : Quarts de finale (Dubaï 2010, Allemagne 2011, Chine 2013, Dubaï 2015, Londres 2018, Tokyo 2019)[27],[28],[29],[30],[31],[32]
- Championnats du monde de tennis de table : Quarts de finale (Halmstad 2018)[11]
- Jeux Olympiques : Quarts de finale (Tokyo 2020)[33]